# 沂江乡
沂江乡，是中华人民共和国江西省吉安市新干县下辖的一个乡镇级行政单位。

## 行政区划
沂江乡下辖以下地区：
沂江社区、沂江村、浒岗村、大洲村、廖家村、跃进村、务丰村和东湖村。